# 李鼎倫
李鼎倫，前香港無綫電視監製。他在1960年畢業於灣仔知行中學（小學部），後在1970年代入職無綫電視，任職編導。及至1979年升為監製，1990年離開電視台。

## 監製列表

### 電視劇（無綫電視）
- 1979年：刀神
- 1981年：飛鷹、鱷魚潭
- 1982年：十三太保
- 1983年：北斗雙雄、豹子膽
- 1984年：笑傲江湖、青鋒劍影
  - 笑傲江湖獲Internationals Film and Television Festival of New York 1984 金獎 （Gold Award)
- 1985年：江湖浪子、武林世家、楚河漢界
- 1986年：真命天子、小島風雲
- 1987年：奇門鬼谷、錯愛
- 1988年：義薄雲天、勇闖毒龍潭（電視電影）
- 1989年：龍廷爭霸、奪命情人（電視電影）
- 1990年：傲劍春秋